# Histoire du sanskrit
Cette page contient des caractères spéciaux ou non latins. S’ils s’affichent mal (▯, ?, etc.), consultez la page d’aide Unicode.
 (avril 2015).
 (décembre 2010).
L'histoire du sanskrit commence avec le vieil indien théorique, ancêtre de toutes les langues indo-aryennes, représenté par le védique puis le sanskrit classique qui, se figeant, abandonne son statut de langue vivante pour devenir un idiome littéraire n'évoluant que peu ; 
ce vieil indien, continuant d'évoluer donne naissance à une multitude de langues - le moyen indien - nommées prâkrits, parmi lesquelles le pāḷi, qui n'évoluera plus ; 
le moyen indien évolue enfin en néo-indien, c'est-à-dire les langues vivantes modernes, comme l'hindī ou le bangālī. Toutes les langues néo-indiennes ne dérivent donc pas du sanskrit à proprement parler, mais des prakrits, au même titre que les langues romanes ne dérivent pas du latin mais du roman ou du latin vulgaire.

## Évolution de la langue

### Paléo-indien: du hittite au védique

#### Civilisation de la vallée de l'Indus
La langue que parlait l'ancienne civilisation de Mohenjo-Daro et de Harappa avait disparu depuis de nombreux siècles déjà lorsque le proto-indo-hittite essaima sur les rives de l'Indus.

#### Proto-indo-hittite
Une langue proto-indo-hittite, parlée depuis la plus haute Antiquité sur les rivages méridionaux de la mer d'Aral, émigre dans trois directions : vers l'empire hourrite du Mitanni au nord de l'actuelle Syrie (qui utilisait déjà, au XIVe siècle av. J.-C., quelques mots proto-sanskrits toujours en usage dans l'Inde d'aujourd'hui : tels les noms de deva- Indra- et Nâsatya-, parmi d'autres exemples), vers la Bactriane ensuite (actuel Afghanistan), et vers le Pendjab enfin, terre des cinq rivières (ce pañjâb- que se partagent l'Inde et le Pakistan depuis 1947) où l'ancienne civilisation de Mohenjo-Daro et Harappa avait disparu depuis de nombreux siècles déjà.
D'après des documents retrouvés en pays hittite et rédigés dans cette autre langue indo-européenne, comprenant quelques mots indo-aryens, noms communs (sur l'équitation) et noms propres (théonymes), il est possible de déterminer qu'une forme d'indo-aryen était parlée au XIVe siècle av. J.-C. en Asie occidentale. Toutefois, sur les attestations indianisantes d'Asie Mineure à l'Âge du Bronze, plusieurs linguistes considèrent qu'il ne s'agit pas à proprement parler de "vieil indien" ou d'indo-aryen, mais d'une forme d'indo-iranien de niveau culturel ou religieux proche du pré-védique. L'émergence du vieil-indien aurait été favorisée dans un groupe socio-culturel parlant l'indo-iranien commun, groupe formé de négociants, mercenaires cavaliers (les Mariyanu), orfèvres (en lapis-lazuli), non seulement immergés en Mésopotamie, mais aussi en Égypte et en Asie Mineure, où ils auraient été associés aux marchands assyriens comme aux groupes des Hourrites descendus des régions subcaucasiennes vers la Syrie et la Cilicie (empire du Mitanni en Syrie du Nord, Kizzuwatna des Louvites de Cilicie).

#### Indo-iranien
L'évolution de cette langue indo-européenne entre l'Iran et l'Inde prépara l'avènement d'un indo-iranien d'où naquirent l'avestique (langue de l'avesta perse) et le védique (langue du veda- aryen). Ces langues purement orales véhiculèrent deux grandes cultures dont les textes sacrés commencèrent à s'écrire à partir du XVe siècle av. J.-C..
Le premier sens de sanskrit est celui d'« indo-aryen ancien », langue mère qui a donné naissance à une multitude de dialectes et est parallèle à la langue sœur de l'iranien ancien (sous-branche attestée par deux langues, l'avestique et le vieux-perse), dont elle se sépare à peine. L'étude de plusieurs langues indiennes ou indo-aryennes moyennes conduit cependant à se demander si, parallèlement au sanskrit, au moins une autre langue indo-aryenne ancienne n'a pas pu coexister en Inde du Nord, dans l'Antiquité, léguant notamment à l'hindi moderne un vocabulaire et des variantes phonétiques héritées du tronc commun mais non attestés en sanskrit, à moins qu'il ne s'agisse que de niveaux de langues (par exemple propres à la caste des commerçants).

#### Védique vernaculaire
Cette langue indo-aryenne, qui évolua vers le védique hiératique (qui tendait à la figer), restait pourtant une langue vivante, diffusée au fil du temps par un védique grammaticalement différent qui mènera à la langue épique, celle des Mahābhārata et Ramayana (Rāmāyaṇa-), des Puranas (purāṇa-), et des diverses langues vernaculaires dites prakrits (prākṛta-) entachées d'expressions non indo-européennes (ainsi le mot ulūka- hibou « hululant » n'est pas d'origine aryenne). De ces prakrits naîtront l'ardhamagadi (ardhamāgadhī-) des jaïns, le pali (pālī-) des bouddhistes, et les différents dialectes du moyen-indien qui aboutiront aux parlers de l'Inde moderne, tels le goujarati (gujarātī-), le hindi (hindī-), le bengalī (ban'gālī-), etc.

#### Védique littéraire
La plus vieille forme de sanskrit attestée de manière plus tangible est nommée védique : c'est la langue dans laquelle sont rédigés les Vedas. Il n'y a qu'un Véda (connaissance) sous la forme de quatre compilations: dont le Rig-Veda ou « Veda des hymnes (rig-) », le plus ancien ensemble de textes de l'hindouisme.
Il est cependant extrêmement difficile de dater le Rig-Veda lui-même, et donc les débuts de l'histoire réelle de la langue védique : les textes sacrés, en effet, étaient avant tout récités et appris par cœur (ils le sont d'ailleurs encore). Les linguistes s'accordent à discerner maintenant plusieurs strates historiques dans le védique (au moins deux ou trois), d'après la grammaire, les théonymes et le style. Les neuf premiers livres du Rig-Véda contiendraient en particulier ce qu'il est convenu d'appeler le "védique ancien". Cette langue archaïque et peu normée est l'une des plus proches de l'indo-européen commun, langues "anatoliennes" mises à part (hittite, louvite notamment), et elle s'avère précieuse pour la linguistique comparée tant le volume de ses textes, l'ampleur de sa grammaire et la richesse de son vocabulaire prêtent à des analyses

#### Védique moyen et védique récent
Le sanskrit védique est la forme archaïque de sanskrit dans lequel les quatre Védas (le Rig-Véda, le Yajur-Véda, le Sama-Véda et le Atharva-Véda) ont été composés (la plupart d'après la linguistique ont été rédigés en "védique moyen " et "védique récent"). 
Le sanskrit védique diffère du sanskrit classique dans une étendue comparable à la différence entre grec homérique et grec classique. À titre indicatif, on peut indiquer les principales différences entre le sanskrit védique et le sanskrit classique: 
- Le sanskrit védique avait une fricative bilabiale sourde (/ ɸ /, Upamādhamīya) et une fricative vélaire sourde (/ x /, jihvāmūlīya) — qu'il a utilisée jusqu'à ce que le souffle visarga apparaisse devant les consonnes sourdes labiales et vélaires respectivement. Les deux ont été perdues en sanskrit classique.
- Le sanskrit védique avait une rétroflexe approximativement latérale (/ ɭ /), qui a été perdue dans le sanskrit classique.
- Nombreuses formes parallèles et irrégularités, que le sanskrit classique nivellera ;
- Flexions nominales et pronominales plus développées ;
- Plus de formes de participes et de gérondifs ;
- Utilisation fréquente d'un subjonctif absent du sanskrit classique ;
- Douze formes d'infinitifs, contre une en sanskrit classique ;
- Présence d'un accent de hauteur ; aujourd'hui, l'accent de hauteur peut être entendu seulement dans les chants védiques traditionnels ;
- Règles de sandhi moins contraignantes, etc.
- Le sanskrit classique a aussi emprunté de nombreux mots aux langues dravidiennes.

### Méso-indien: du préclassique au classique
Au VIe siècle av. J.-C. : l'essor du bouddhisme et du jaïnisme, la prolifération des prakrits (prākṛta-), et l'évolution vernaculaire de l'indo-aryen semblaient une grave menace aux brahmanes chargés de transmettre un védique rituel pur.

#### Sanskrit pré-classique
Une forme tardive du védique, déjà évoluée (on note la disparition du subjonctif, par exemple), forme un sanskrit préclassique, utilisé aux alentours du Ve  ou du  IVe siècles av. J.-C.. On pourrait parler à son égard de "védique récent terminal". C'est ce sanskrit que Pāṇini, sans doute le premier grammairien de l'Antiquité (quoique son approche structuraliste puisse être que le fruit d'un héritage plus ancien), décrit de manière phonologique et grammaticale, dans un ouvrage d'une précision et d'une rigueur formelle inégalée jusqu'à ce que la linguistique moderne se développe, bien plus tard. Celui-ci s'attache à décrire dans son traité, l’Aṣṭādhyāyī, la langue qu'il parle et souligne les formules qu'il considère propres aux hymnes védiques, sans réellement dire qu'elles sont archaïques. La langue commence à se normaliser.
Au IVe siècle av. J.-C. : Pāṇini rédige la première grammaire normative d'un sanskrit préclassique en huit chapitres (aṣṭa- adhyāyin-) chargés de protéger la liturgie des parlers profanes qui évoluaient hors de l'aire sacrée des sacrifices védiques (yajña-).

#### Prakrit
Au IIIe siècle av. J.-C., les premiers prâkrits (ou prākr̥ta,  « [langue] ordinaire ») sont attestés, notamment grâce aux inscriptions d'Ashoka. Ces langues ainsi désignées correspondent à des dialectes moins « nobles » que le sanskrit, c'est-à-dire des langues vulgaires et vernaculaires d'usage quotidien qui, rapidement, se séparèrent les unes des autres et donnèrent naissance à la multitude des langues indo-aryennes présentes dans le sous-continent indien. Toutes issues du vieil indo-aryen des origines, elles connaissent chacune une évolution ainsi qu'un destin différents. Ce sont de tels prâkrits que proviennent, entre autres, les langues modernes comme le hindī, le pañjābī (punjabi), ou encore le bangālī (bengali). Ces langues sont « vulgaires » au même titre que le latin vulgaire, c'est-à-dire « parlées par le peuple » ; leur statut d'idiomes vernaculaires vivants, donc de langues considérées inférieures, explique pourquoi il a fallu attendre au moins le XIXe siècle pour que la littérature en langues modernes supplante enfin celle en sanskrit. Outre les inscriptions d'Ashoka, de nombreuses citations en prâkrits sont aussi attestées dans des textes sanskrits, surtout dans le théâtre, où les personnages de rang inférieur s'expriment généralement en langue vernaculaire ; ces témoignages, cependant, sont d'essence littéraire, et ne peuvent être pris pour argent comptant. On peut établir ici une analogie avec le « patois » utilisé dans certaines pièces de Molière, comme Dom Juan, servant à représenter un parler populaire ; ce qu'il en donne ne peut être considéré comme une attestation réelle des langues vernaculaires françaises de son époque, mais sont susceptibles, mutatis mutandis, de renseigner quelque peu sur ces idiomes ; Molière donne en effet à entendre une synthèse littéraire et artificielle de traits linguistiques probables. La littérature prâkrite est pourtant représentée de manière indépendante, mais souvent masquée par le sanskrit classique. Un des prâkrits, le pāḷi, connaît un destin différent : devenu lui aussi langue sacrée, celle du bouddhisme theravâda, il n'évolue quasiment plus et reste employé tel quel dans la liturgie et les exégèses jusqu'à nos jours. Enfin, le canon jaïn, rédigé dans un prâkrit nommé ardhamāgadhī, offre de nombreux témoignages, bien qu'encore une fois littéraires, d'une des langues vulgaires réellement parlées dans l'Antiquité indienne.

#### Sanskrit classique
Au IIe siècle av. J.-C. : Patanjali (Patañjali-), grammairien homonyme du célèbre yogi (yogin-), commente les Huit Chapitres de Pāṇini. Ce réformateur fait œuvre de puriste exigeant et critique. Après lui, sa langue sera qualifiée de saṃskṛta- (lingua confecta, parfaite, immuable). Tellement parfaite que les bouddhistes traduiront certains textes canoniques du pali (pālī-) en sanskrit.
C'est dans les commentaires que Patañjali fit de la grammaire de Pāṇini (dans son ouvrage nommé Mahābhāṣya), au IIe siècle av. J.-C., qu'apparaissent les premières critiques : le commentateur prouve que le sanskrit, est encore une langue vivante, mais que des formes dialectales peuvent l'émailler ; l'existence des prâkrits est donc reconnue et l'utilisation de formes vulgaires blâmée ; la notion de norme grammaticale apparaît plus fortement, et c'est à partir de ce moment que le sanskrit se figea pour devenir le sanskrit classique, enfin désigné dans les textes au moyen du vocable saṃskr̥ta (lequel n'est cependant pas utilisé par Patañjali), proprement « parachevé »,  « parfaitement apprêté » (se dit aussi de la nourriture).

#### Premier millénaire de l'ère courante
À partir du Ier siècle de notre ère : le Ramayana  (Rāmāyaṇa-), certains Puranas  (Purāṇa), et d'autres traditions orales anciennes furent aussi traduites, puis écrites, selon les canons de la norme grammaticale "définitive".
L'âge d'or de la dynastie Gupta, au Ve siècle, se délectait à l'écoute de l'œuvre du poète Kalidasa (Kālidāsa-) datant du siècle précédent, qui nous a légué des pièces de théâtre dramatiques telles Shakuntala  (Śākuntalā-), mère de Bharata éponyme du peuple indien, les bhārata-) et le Raghuvamça (raghu-vamśa-) la lignée de Raghu- dans laquelle naquit le râghava- râmcandra-, Rāma le Lunaire, septième avatar (avatāra-) de Vishnou (viṣṇu-).
Après l'ère chrétienne, le sanskrit n'est plus parlé de manière naturelle, il est entièrement décrit par la grammaire et n'évolue plus. C'est une langue culturelle et religieuse, sans lien direct avec les langues vivantes, utilisée souvent comme lingua franca et comme langue littéraire (même par les peuples ne parlant pas une langue issue du vieil indien, comme les locuteurs d'idiomes dravidiens).

### Néo-indien: du sanskrit aux langues indiennes contemporaines
Deux guerriers étrangers secouèrent la culture indienne, le hun Toramana, et l'afghan Mahmud de Ghazni. 
En 510, les Alkhon, dont le grand roi Toramāṇa, défont le dernier Gupta, l'Inde éclate en une mosaïque de petits royaumes. Dans les états méridionaux se développent les cultures dravidiennes chaloukya (calukya-), pallava et chola (cola-). Au nord la grammaire du sanskrit se fige, la langue se confine à des cercles étroits de pandits érudits (paṇḍita-) qui délaissent la richesse verbale de la langue ancienne pour l'usage de phrases nominales de plus en plus complexes. Les sectes hindouistes perpétuent l'usage du sanskrit en l'utilisant comme langue philosophique et religieuse, comme le fit Shankara (Śan'kara-) au VIIIe siècle, par exemple.
L'an 1000 marque un autre tournant historique. Mahmud descend de Ghazni (actuel Afghanistan), tue les soixante-dix mille hindous qui défendaient le temple de Shiva à Somnath au Gujarat, puis mène dix-sept  razzias dans le nord de l'Inde. La culture islamique ne quittera plus le sous-continent jusqu'à nos jours, et l'hindouisme émigrera vers le sud, sans délaisser l'usage du sanskrit malgré la vivacité des langues indigènes tels l'oriya de l'Orissa, le télougou (telugu-) du Karnataka, le tamoul (tamil-) du Tamil Nadu, et tant d'autres encore. Ainsi Ramanuja (anuja- "petit frère" de Rāma- le Réjouissant), qui vécut vers 1137 à Shrirangam (Śrīrangam) sur la rivière Cauvery (kāveri-) en terre tamoule, écrivit à cette époque en sanskrit ses commentaires des Brahmasoutras (sūtra- aphorismes, au sujet du brahman-).
En 1526 Babur Shah inaugure le règne des Moghols à Delhi. Son petit-fils Akbar, despote éclairé, protégeait les arts et les lettres. Les pandits hindous utilisaient toujours le sanskrit mais les prakrits évoluèrent et peu à peu naquit la langue hindoustani (hindustānī-), que la partition du sous-continent entre l'Inde et le Pakistan, en 1947, scinda entre l'ourdou (urdū-) et l'hindi (hindī-). Des raisons religieuses et politiques menèrent à « désanscritiser » l'ourdou musulman, et à « sanscritiser » l'hindi hindouiste. Aujourd'hui la langue sanskrite est vernaculaire pour 6 000 locuteurs seulement, mais elle fleurit dans le lexique du hindi. Et le sanskrit littéraire, apanage de tout indien cultivé, est enseigné dans nombre d'universités indiennes ou étrangères.
Cela a duré jusqu'à ce que les langues néo-indiennes issues des prâkrits, aux alentours du XIVe siècle, ne commencent réellement à s'imposer à l'écrit pour, au XIXe siècle, supplanter le sanskrit dans la production littéraire. Il est notable que le tamiḻ, langue dravidienne sans rapport de filiation avec le sanskrit, fort d'une culture très ancienne lui aussi, fut en concurrence avec le sanskrit bien plus tôt, dès les premiers siècles apr. J.-C. On y trouve cependant des emprunts au sanskrit.
Le sanskrit appartient à la famille indo-européenne de langues, dans la branche indo-iranienne, dans la sous-branche indo-aryenne. Le sanskrit a profondément influencé les langues du nord de l'Inde, comme le hindi, l'ourdou, le bengali, le marathi, le cachemirien, le punjabi, le népalais, voire le romani (tsigane).
Son nom, saṃskr̥tam, qui signifie « parachevé », est assez récent ; la langue a pendant des siècles été simplement désignée par वाच् (vāc) ou शब्द (śabda),  « la parole, la langue », le sanskrit étant senti comme la seule langue possible ; quelques désignations métaphoriques, comme  गीर्वाणभाषा (gīrvāṇabhāṣā),  « langue des dieux », marquent bien son caractère éminemment religieux. 

#### Grammaires
- Louis Renou, Grammaire sanskrite, Paris, Librairie d'Amérique et d'Orient, 1996 (6e éd.), xviii + 570 p.
- Louis Renou, Grammaire de la langue védique, Paris, Maisonneuve-Larose 1952,
- Louis Renou, Grammaire sanskrite élémentaire, Paris  Librairie d'Amérique et d'Orient, Adrien Maisonneuve,  1978, 109 p.
- Jan Gonda, (trad. de l'allem. par Boris Oguibénine), Manuel de grammaire élémentaire de la langue sanskrite, Paris, Adrien Maisonneuve, 1993 [1966], 173 p.
- Jean Varenne, Grammaire du sanskrit, Paris, Presses universitaires de France, coll. « Que sais-je ? » n° 1416, 1971, 128 p.  (ISBN 9782130358947)

#### Dictionnaires
- N. Stchoupak, L. Nitti et Louis Renou, Dictionnaire sanskrit-français, Paris, Librairie d'Amérique et d'Orient, 1932, réédition 1987(réimpression, 2008), 894 p.  (ISBN 2-7200-1049-9)
- Gérard Huet, Dictionnaire Héritage du sanskrit [Consulter la version en ligne du dictionnaire (page consultée le 27 février 2025)] / [Consulter la version PDF du dictionnaire (version 3.64 du 20 janvier 2025) (page consultée le 27 février 2025)]

- (en) Monier Monier-Williams, A sanskrit-english Dictionary, Oxford, 1899 (mis en ligne par l'Université de Cologne sous le titre Monier-Williams Sanskrit-English Dictionary - Révision 2008).